# Брониш, Кито Вилем
Ки́то Ви́лем Бро́ниш, немецкий вариант — Христиан Вильгельм Брониш (н.-луж. Kito Wylem Broniš, нем. Christian Wilhelm Bronisch, 5 декабря 1788 года, около Калау, Германия — 12 декабря 1881 года, Дребкау, Германия) — лютеранский священник, нижнелужицкий лингвист, этнограф и историк.

## Биография
Родился 5 декабря 1788 года в лужицкой деревне в окрестностях города Калау. После получения среднего образования с 1808 года по 1811 год изучал богословие в Лейпциге. До 1816 года преподавал в одной из средних школ в городе Люббен. С 1816 года был пастором в селе Гросс-Месов. В 1826 году был назначен настоятелем. Находился на этой должности почти в течение 50 лет. В 1874 году вышел в отставку и последние годы своей жизни провёл в Дребкау.

## Научная деятельность
Занимался ономастикой, историей и этнографией Нижней Лужицы. Сотрудничал Яном Смолером в исследовании нижнелужицких народных песен. Свои сочинения публиковал в журнале «Časopis Maćicy Serbskeje» Матицы сербской и научном журнале «Neues Lausitzische Magazin» Верхнелужицкого научного общества, в которое вступил в 1844 году.
Сочинения
- Die slavischen Familiennamen in der Niederlausitz. Schmaler & Pech, Bautzen 1867.
- Einiges über die Etymologie wendischer Ortsnamen, NLM 17, 1839, S. 57-73
- Ueber die mannigfaltigen Formen und den sprachlichen Werth wendischer Ortsnamen, NLM 20, 1842, S. 53-96
- Verdient die wendische Mundart in der Niederlausitz den Vorwurf des Barbarismus?, NLM 23, 1846, S. 241—285
- Grundzüge der deutschen Mundart, welche inmitten der sorbischen Bevölkerung und Sprache in der Niederlausitz und in den nördlichen Theilen der Oberlausitz gesprochen wird, NLM 39, 1862, S. 108—195
- Mitteilungen aus einem alten Wörterbuch der niederlausitzisch-serbischen, Mundart, Jahrbücher NF 2, 1854, S. 331—344, 537—556.
- Delnjołužiske substantiva pluralia tantum, ČMS 15, 1862, S. 108—109
- Delnjołužiske substantiva deminutiva, kiž wuznam primitivow přeměnjeja, ČMS 15, 1862, S. 109—111